# Movimento das Forças Armadas
Il Movimento das Forças Armadas (Movimento delle Forze Armate), abbreviato in MFA, fu un'organizzazione di ufficiali subalterni delle Forze Armate Portoghesi, responsabile della cosiddetta Rivoluzione dei garofani, il colpo di Stato militare che nel 1974 rovesciò il regime fondato da António de Oliveira Salazar, pose fine alla Guerra coloniale portoghese e, dopo una transizione di due anni, ripristinò la democrazia in Portogallo.

Emblema del MFA usato nella propaganda di governo durante il Governo provvisorio e durante il Processo rivoluzionario in corso

## Storia
Nacque all'inizio degli anni settanta su iniziativa di ufficiali militari subalterni scontenti del regime dittatoriale che governava il paese da quasi quaranta anni e della faticosa guerra che sostenevano contro i movimenti separatisti in Angola, Mozambico e Guinea-Bissau, prendendo il nome di Movimento dos Capitães (Movimento dei Capitani). In seguito si aprì agli ufficiali superiori trasformandosi in Movimento delle Forze Armate, che aveva come obiettivi la pace nelle colonie africane, la decolonizzazione, il cambiamento del sistema economico corporativista, la democratizzazione del paese mediante libere elezioni e l'abolizione degli strumenti di repressione del regime, particolarmente la polizia segreta PIDE. 
Nel dicembre 1973 il movimento si strutturò con la creazione di una Commissione Coordinatrice composta da 19 ufficiali; al vertice della Commissione furono nominati i maggiori Vitor Alves e Otelo Saraiva de Carvalho e i capitani Vasco Lourenço e Rodrigo de Sousa e Castro, quest'ultimo con funzioni di supplente.
Dominato da militari simpatizzanti di idee politiche socialiste, dopo il successo della Rivoluzione dei garofani del 25 aprile 1974, promosse una Giunta di Salvezza Nazionale presieduta dal generale António de Spínola che gestì il potere fino al settembre 1974, quando fu sostituito dal generale Francisco da Costa Gomes.
Il Movimento fu sconvolto da lotte intestine e si divise in varie fazioni, con tre gruppi predominanti: la corrente socialista democratica, guidata da Ernesto Melo Antunes e Vasco Lourenço; la corrente filo-comunista, guidata da Vasco Gonçalves; la corrente dell'estrema sinistra, guidata da Otelo Saraiva de Carvalho.
L'11 marzo 1975 de Spinola tentò un nuovo colpo di Stato, in collaborazione con le forze moderate del paese. Il piano fu però scoperto e sventato dalla corrente di estrema sinistra. Questa nel novembre 1975 tentò a sua volta un colpo di Stato, occupando anche la tv nazionale, ma il Gruppo dei Nove, guidato da António Ramalho Eanes (che poi diventerà presidente della repubblica) riuscì a sventarlo.
La situazione si stabilizzò all'inizio del 1976 con il predominio della corrente socialista democratica, che sfociò nell'approvazione della nuova Costituzione e nel pieno passaggio dei poteri a organi civili con le elezioni del 25 aprile.